# Monticola imerina
Il codirossone litoraneo (Monticola imerina (Hartlaub, 1860)) è un uccello della famiglia Muscicapidae, endemico del Madagascar.

## Distribuzione e habitat
L'areale del codirossone litoraneo è circoscritto alle aree costiere del Madagascar meridionale, dal fiume Onilahy a ovest sino al Lago Anony a est.
Predilige aree con cespugli di Euphorbia su suoli sabbiosi, dal livello del mare a 200 m di altitudine.